# Mihail Dieur
Mihail Dieur (în rusă Михаил Дьеур; n. 15 aprilie 1920, Molochișul Mare, raionul Rîbnița, Nistrenia – d. 1996) a fost un politician și om de stat sovietic moldovean. A fost președinte (primar) al Comitetului executiv al orașului Chișinău.

## Biografie
S-a născut în satul Molochișul Mare din ținutul Balta, gubernia Podolia, Statul Ucrainean (acum în Transnistria, Republica Moldova). În 1938 a absolvit școala medie, ulterior, Școala de partid în cadrul Comitetului Central al Partidului Comunist (PCUS). 
În anii 1938-1939 a deținut postul instructor al comitetului raional de Comsomol, iar 1939-1941, a fost cadet al școlii de puști și mitraliere din Vinița. Odată cu izbucnirea celui de-Al Doilea Război Mondial, a participat la apărarea Leningradului (a fost comandat al unui pluton de mitraliere în regiunea Narvei) și la Bătălia de la Stalingrad (a fost comandat de o companie de mitraliere și batalion); în aceeași perioadă a devenit membru al PCUS (1942). 
După război a fost instructor (1944-1945) al Comitetului Central al Partidului Comunist din Moldova (PCM), apoi (1945-1951) secretar al Comitetului Central al Ligii tineretului comunist din RSS Moldovenească (RSSM). În anii 1951-1953 a fost șef al Departamentului Partidului, Sindicatelor și organului de Comsomol al Comitetului Central al PCM.
În 1953-1958 a fost secretar, ulterior, prim-secretar al Comitetului raional Telenești al PCM, iar în 1958-1960, președinte al Comisiei sovietice de control al Consiliului de Miniștri al RSSM.
În anii 1960-1966 a fost președinte al Comitetului executiv (de facto, primar) al orașului Chișinău. În 1966-1970 a fost primul secretar al Comitetului orășenesc al PCM din Chișinău.
În anii 1970-1986 a fost șef al Departamentului organelor administrative al Comitetului central al PCM. A fost ales deputat al Sovietului Suprem al URSS din convocările 6, 7 și 8.
A murit în 1996.